# KNBニュースプラス1
『KNBニュースプラス1』（ケイエヌビーニュースプラスワン）は、1988年4月4日から2006年4月1日まで北日本放送（KNBテレビ）で放送された報道番組。ステレオ放送で、当初のタイトルは『KNBプラス1』だった。
1990年代には、前座で『ニュース一番星!!』という番組が放送されていた時期もある。これは、富山県のローカルニュースの予告・ヘッドラインをスタジオ出演者たちが紹介していくというものであった。
1999年に『KNBわいどプラス1』へ内包された後、2006年に終了。『KNB Newsリアルタイム』に引き継がれた。

## 放送時間
平日版
| 期間      | 期間      | 放送時間（JST）                 |
| --------- | --------- | ------------------------------- |
| 1988.4.4  | 1996.9.27 | 18:00 - 19:00（天気予報も含む） |
| 1996.9.30 | 1999.3.26 | 17:25 - 19:00（同上）           |
| 1999.3.29 | 2006.3.31 | 『KNBわいどプラス1』を参照。    |

週末版
| 1988.4.9 | 1989.4.1  | 18:00 - 18:30 |
| 1989.4.8 | 1990.3.31 | 18:20 - 18:50 |

## キャスター

### ニュースキャスター
- 陸田陽子（当時北日本放送アナウンサー）
- 数家直樹（北日本放送アナウンサー）

### スポーツキャスター
- 武部知春（当時北日本放送アナウンサー）
- 三浦ちあき（当時北日本放送アナウンサー）